# Mariager Kirke
Mariager Kirke er en kirke fra 1400-tallet i købstaden Mariager. Kirken er en rest af det middelalderlige birgittinerkloster i byen.

## Mariager Kloster
Mariager Kloster var sammen med klostret i Maribo de eneste i Danmark, som tilhørte Birgittinerordenen. Klostret var indviet til Vor Frue og Sankt Birgitta. Klostret blev oprettet i kong Erik af Pommerns regeringstid, engang i perioden 1425-1432. Det egentlige stiftelsesår regnes dog at være 1446, hvor Pave Eugenius 4. stadfæstede en overdragelse af de to tidligere benediktinerklostre i Glenstrup og Randers til birgittinerne i Maribo, for at det kunne danne grundlag for oprettelsen af datterklostret i Mariager. Blandt grundlæggerne var en kreds af adelige, herunder rigshofmesteren Otte Nielsen Rosenkrantz. I de følgende år voksede stiftelsen, og ved slutningen af middelalderen var Mariager Kloster det største og helt dominerende kloster i Østjylland. Birgittinerordenen i særlig grad tiltrak medlemmer af adelige slægter. Ved indtræden i klosteret skulle der ydes en "medgift" svarende til "brød og drik" på livstid. Dette medførte, at Mariager ved reformationen besad over 600 gårde i Nordøstjylland.

## Klosterbygningerne
I Birgittinerordenens klostre levede der både munke og nonner, men i adskilte bygninger på hver side af kirken. Nonnegården betod vistnok af 3 fløje, som dannede en lukket gård, hvor kirken udgjorde sydfløjen. Munkegården bestod af flere bygninger, som har ligget syd for kirken, og gårdens nordfløj i forlængelse heraf. Bevaret til i dag er kirken samt nordfløjen af munkegården, mens de øvrige bygninger blev nedrevet i 1700-tallet og begyndelsen af 1800-tallet.

## Klosterkirken i 1400-tallet
Klosterkirken blev bygget i årene fra ca. 1460-1480. Ved fuldførelsen var den en af landets største kirker: 75 meter lang, 32 meter bred. Den var opdelt i et 25 meter højt hovedskib, flankeret af to 15 meter høje sideskibe. Alle tre skibe var dækket af det samme vældige tag og afsluttet med mægtige gavle med murblændinger mod øst og vest.

## Kirkebygningen i dag
Som Mariager Kirke fremstår i dag, er den blot en beskeden bygning sammenlignet med dens oprindelige udformning. Efter klosterets nedlæggelse blev kirken almindelig sognekirke for Mariager by. Vedligeholdelsen af den mægtige kirke var dog en for stor opgave for den lille købstad, og kirken gik i forfald. I 1788-89 blev der ved Horsens-arkitekten Anders Kruuse gennemført en radikal istandsættelse og reduktion af bygningen. Hele kirkens østlige del blev nedrevet og erstattet af et lille lavt kor. I 1931-33 gennemførtes en restaurering, hvor man forhøjede det lille kor.
- Mariager Kirke.
- Koret med altertavlen
- Nadverscene på altertavlen
- Prædikestolen